# Żarnowa (wzgórze)
Żarnowa (ok. 355 m) – wzniesienie w Łączkach Kobylańskich będących częścią wsi Kobylany w województwie małopolskim, w  powiecie krakowskim, w gminie Zabierzów. Znajduje się na Wyżynie Olkuskiej wchodzącej w skład Wyżyny Krakowsko-Częstochowskiej.
Żarnowa jest porośnięta lasem. Jej północne stoki opadają do wąwozu oddzielającego ją od wzniesienia Kobylskie Góry. Stokami tego wąwozu prowadzi droga z Kobylan do Łączek Kobylańskich. Stoki północno-zachodnie i południowo-zachodnie bardzo stromo opadają do dna Doliny Będkowskiej. Stoki wschodnie przechodzą w pokrytą polami uprawnymi wierzchowinę Wyżyny Olkuskiej. U podnóży południowo-zachodnich stoków znajdują się Łączki Brzezińskie.
Na szczycie i nieco poniżej szczytu, na północno-zachodnich, opadających do dna Doliny Będkowskiej stokach znajdują się zbudowane z wapieni duże skały: Szeroki Mur oraz Dziadek i Babka. Są także niewielkie jaskinie (tzw. schroniska): Schronisko w Łączkach Pierwsze, Schronisko w Łączkach Drugie, Schronisko w Łączkach Trzecie.